# GQ Lupi

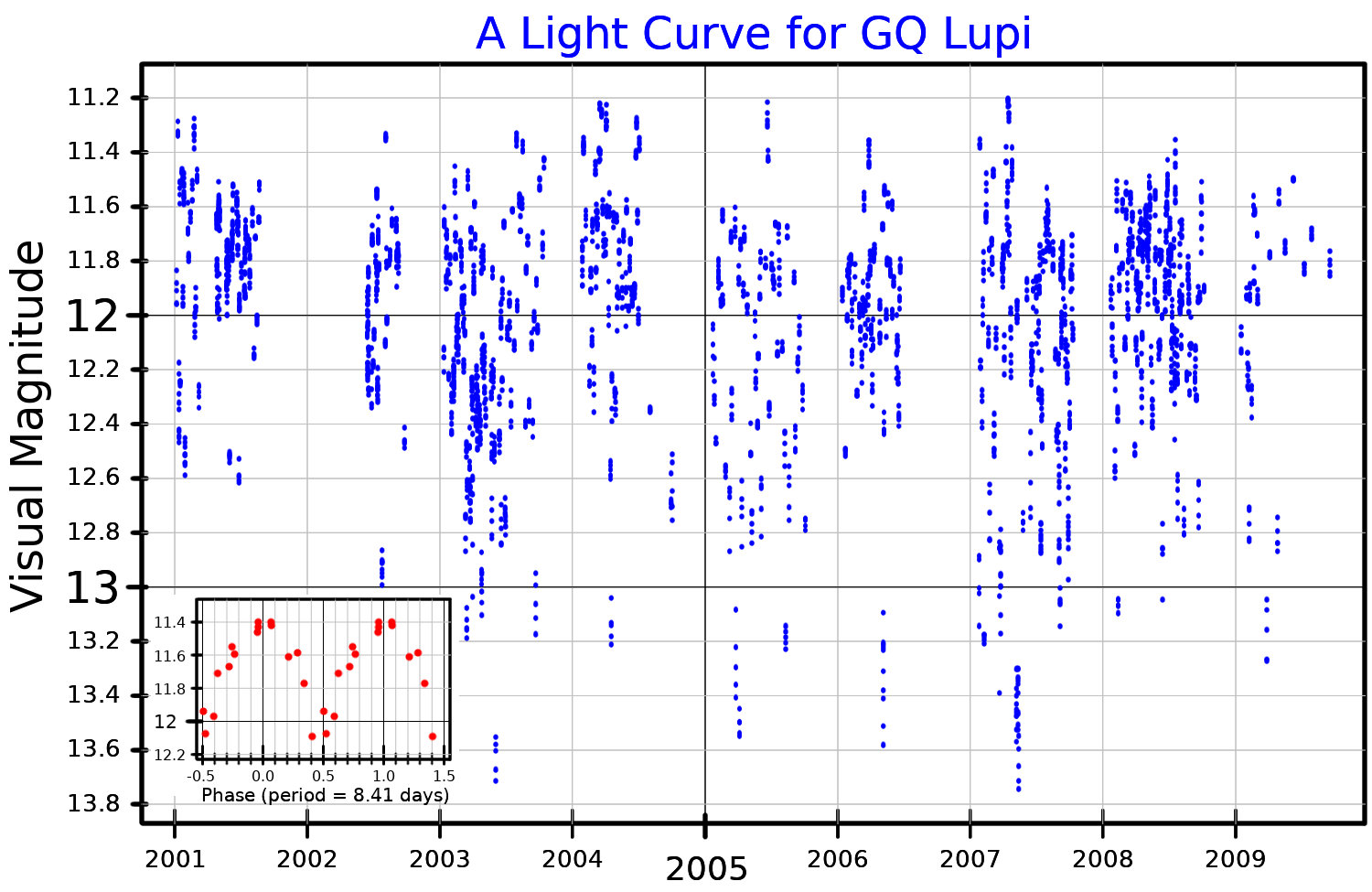
Lichtkromme van GQ Lupi

GQ Lupi is een T Tauri-ster in het sterrenbeeld Wolf (Lupus). De ster is vermoedelijk slechts enkele miljoenen jaren oud en ze wordt nog steeds omringd door een stofwolk. Ze heeft een massa van 0,7 zonnemassa's en zal zich naar verwachting ontwikkelen tot een normale ster zoals onze zon. 

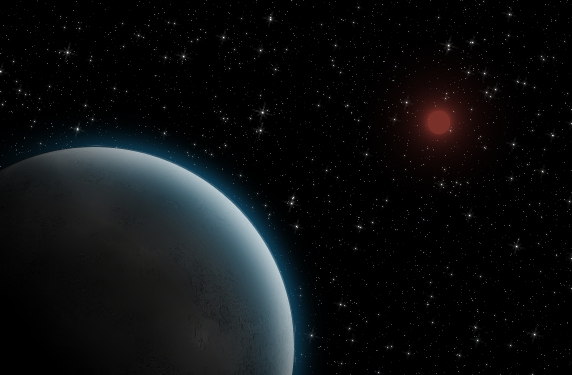
Artistieke impressie van GQ Lupi b en haar ster in de verte.

Naast de ster werd in 2004 een kleine stip waargenomen waarvan men vermoedde dat het een planeet was, GQ Lupi b. In april 2005 werd dit bevestigd, waarmee dit de eerste direct waargenomen planeet buiten het zonnestelsel is. De grens tussen een grote planeet en een kleine bruine dwerg is vastgesteld op 13,6 Jupitermassa's, waarmee vastgesteld is dat GQ Lupi b tot de planeten gerekend moet worden. Een analyse van het spectrum duidt op een sterke aanwezigheid van watermoleculen.
Wetenschappers vragen zich af welk proces zich op GQ Lupi b afspeelt. Het planeetvormingsmodel dat normaal gehanteerd wordt lijkt hier niet van toepassing. In plaats daarvan lijkt de planeet eerder door zwaartekrachtimplosie gevormd te zijn.